# Де Винне, Франк
Франк Де Ви́нне, виконт Де Ви́нне (нидерл. Frank De Winne, род. 25 апреля 1961 года) — бригадный генерал Воздушного компонента Бельгии и космонавт ЕКА. В некоторых источниках его имя ошибочно транскрибируется как Фрэнк де Винн.
Франк Де Винне — второй бельгиец, побывавший в космосе, после Дирка Фримаута.

## Образование
В 1979 году окончил Королевскую школу Кадетов (нидерл.) в Лире, затем в 1984 году получил степень магистра телекоммуникаций и гражданского строительства в Королевской военной Академии в Брюсселе, в 1992 году окончил с отличием Имперскую школу лётчиков-испытателей в Великобритании.

## Военная служба
С 1986 по 1992 год был пилотом истребителя «Mirage 5», участвовал в разработке программы модернизации самолётов «Mirage 5». Во время войны НАТО против Югославии был командиром объединённой бельгийско-голландской авиагруппы. Выполнил 17 боевых вылетов.

## Космонавт
Европейское космическое агентство отобрало Франка Де Винне в качестве астронавта в январе 2000 года. С августа 2001 года он проходил подготовку в НИИ ЦПК имени Ю. А. Гагарина.
Первый полёт Де Винне проходил с 30 октября по 10 ноября 2002 года. Он отправился к МКС на корабле «Союз ТМА-1» в качестве бортинженера с четвёртой экспедицией посещения. Посадка была осуществлена на корабле «Союз ТМ-34». За время полёта общей продолжительностью 10 суток 20 часов 52 минуты Франк успешно выполнил научную программу OSTC из 23 экспериментов по биологии, медицине, физике и в области образования.
21 ноября 2008 года НАСА официально подтвердило его назначение в состав экипажа МКС-20. 27 мая 2009 года стартовал «Союз ТМА-15», через двое суток доставивший экипаж на станцию. Де Винне стал первым астронавтом Европейского космического агентства, командовавшим миссией на МКС. Вернулся на Землю на корабле «Союз ТМА-15» 1 декабря 2009 года, продолжительность этого полёта составила 187 суток 20 часов 41 минуту.

## Награды
- В 1997 году стал первым не американцем, получившим награду «Joe Bill Dryden Semper Viper» (англ.) за демонстрацию выдающихся навыков пилотирования: после отказа двигателя самолёта F-16 он перезапустил двигатель и удачно завершил полёт, предотвратив тем самым авиакатастрофу в густонаселённом районе.[6]
- В 1999 году получил от королевы Нидерландов награду «За проявленное мужество во время военных операций».
- 23 декабря 2002 года указом бельгийского короля Альберта II возведён в титул виконта.
- Орден Дружбы (27 мая 2003 года, Россия) — за успешное осуществление космического полёта на Международной космической станции и укрепление российско-бельгийского сотрудничества[7]
- Медаль «За заслуги в освоении космоса» (12 апреля 2011 года, Россия) — за большой вклад в развитие международного сотрудничества в области пилотируемой космонавтики[8]

## Семья
- Первая жена — Хильде Деланге (Hilde Delanghe, 1962 г.р.).
- Вторая Жена — Лена Кларк Де Винне (Lena Clarke de Winne), урожденная Елена Львовна Николова, гражданка Бельгии и Нидерландов, урожденная москвичка.
- Дети (от первого брака): сыновья Том (Tom, 1987 г.р.) и Кун (Koen, 1994 г.р.), дочь Неле (Nele, 1989 г.р.)[1]

## Увлечения
Увлекается футболом, рыбалкой и гастрономией. Радиолюбитель с позывным ON1DWN.